# ارين ميلر
ارين ميلر (بالإنجليزية: Warren Miller)‏ هو قاضي ومحامي وسياسي أمريكي، ولد في 2 أبريل 1847 في الولايات المتحدة، وتوفي في 29 ديسمبر 1920 في ريبلي في الولايات المتحدة. حزبياً، نشط في الحزب الجمهوري. وقد انتخب عضو مجلس ولاية فيرجينيا الغربية وانتخب عضو مجلس النواب الأمريكي.